# Römersee (Gemeinden Pöttsching, Wiesen)
Römersee ist eine Siedlung in den Gemeinden Pöttsching und Wiesen im Burgenland.

## Geografie
Die Siedlung befindet sich südlich des Dorfes Pöttsching und nördlich des Dorfes Wiesen. Sie liegt zum überwiegenden Teil auf dem Gebiet der Gemeinde Pöttsching, nur der westlichste Teil liegt in der Gemeinde Wiesen. Die Siedlung neben kleinen Seen besteht aus zahlreichen kleinen Wohngebäuden und Mobilheimen verschiedene Alters. Die Anlage ist 1972 entstanden und wird als Freizeitpark genutzt.